# Парадокс
Парадокс (грч. παράδοξος, парадоксос = немогућ; пара- = супротан, докса = мишљење) истинита је тврдња или група тврдњи која води до контрадикције или ситуације која пркоси интуицији. Овај појам се такође користи за очигледну контрадикцију која у ствари изражава недвојну природу истине. Користи се и да опише ситуације које су ироничне. Говори о томе да тврдње у њему у ствари нису све истините, или не могу обе, заједно, бити истините. Појам парадокса најбоље описује реченица „наизглед апсурдно, али ипак истинито." Парадокс даје снажан подстицај за размишљање. Он открива слабости људских способности да суде, али и ограничења интелектуалних инструмената расуђивања. То је изјава која, упркос наизглед ваљаном резоновању из истинитих премиса, води до наизглед контрадикторног или логички неприхватљивог закључка. Парадокс обично укључује контрадикторне, али међусобно повезане елементе који постоје истовремено и опстају током времена. Они резултирају „упорном контрадикцијом између међузависних елемената” што доводи до трајног „јединства супротности”.
Често су парадокси на темељу једноставних концепата довели до великог интелектуалног напретка. Понекад је то било питање откривања нових математичких правила или откривања нових физичких закона како би се прихватили закључци који су у почетку били „очигледно неприхватљиви“. Од почетка писане историје, постоје референце за парадоксе. Од Зенонових парадокса, Кантових антиномија и Раселовог парадокса о теорији скупова у математици, све до достизања парадокса квантне механике и опште теорије релативности, човечанство је одувек било заинтересовано за парадоксе. Поред тога, постоји једно цело филозофско-верско учење, Зен будизам, које пропагира учење у зен-коанама, парадоксалним причама-загонеткама које муњевитом брзином осветљавају тешко сагледиве духовне односе.
У логици постоје многи парадокси за које се зна да су неважећи аргументи, али су ипак драгоцени у промовисању критичког мишљења, док су други парадокси открили грешке у дефиницијама за које се претпостављало да су ригорозне и довели до тога да аксиоми математике и логике бити поново испитан. Један пример је Раселов парадокс, који поставља питање да ли би „листа свих листа које не садрже саме себе“ укључивала саму себе, и показао је да су покушаји да се успостави теорија скупова на идентификацији скупова са својствима или предикатима били погрешни. Други, као што је Каријев парадокс, не могу се лако решити уношењем темељних промена у логички систем.
Примери ван логике укључују Тезејев брод из филозофије, парадокс који доводи у питање да ли би брод поправљен током времена заменом свих његових дрвених делова, један по један, остао исти брод. Парадокси такође могу бити у облику слика или других медија. На пример, М.К. Есхер је приказао парадоксе засноване на перспективи у многим својим цртежима, са зидовима који се сматрају подовима са других тачака гледишта, и степеништима која изгледају као да се бесконачно пењу.
У уобичајеној употреби, реч „парадокс“ се често односи на изјаве које су ироничне или неочекиване, као што је „парадокс да је стајање заморније од ходања“.

## Увод
Уобичајене теме у парадоксима укључују самореференцију, бесконачни регрес, кружне дефиниције и конфузију или двосмисленост између различитих нивоа апстракције.
Патрик Хјуз описује три закона парадокса:
СамореференцаПример је изјава „Ова изјава је лажна“, облик парадокса лажљивца. Изјава се односи на себе. Још један пример самореференци је питање да ли се берберин брије самог себе у парадоксу берберина. Још један пример укључује питање „Да ли је одговор на ово питање 'Не'?”
Контрадикција„Ова изјава је лажна“; изјава не може бити истовремено лажна и истинита. Још један пример контрадикторности је ако човек који разговара са духом жели да се жеље не остварe. Ово је у супротности са самим собом, јер ако дух испуни његову жељу, он није испунио његову жељу, а ако одбије да испуни његову жељу, онда је заиста испунио његову жељу, стога онемогућујући да се испуни или не испуни његова жеља, а да се при том не створи противречност.
Зачарана кружност, или бесконачни назадак„Ова изјава је лажна“; ако је изјава тачна, онда је изјава нетачна, чиме се изјава чини истинитом. Још један пример зачараног круга је следећа група изјава:
„Тачна је следећа реченица.
„Претходна реченица је лажна.
Парадокси који нису засновани на скривеној грешци углавном се јављају на рубовима контекста или језика и захтевају проширење контекста или језика како би изгубили свој парадоксални квалитет. Парадокси који произилазе из наизглед разумљиве употребе језика често су од интереса за логичаре и филозофе. „Ова реченица је нетачна“ је пример добро познатог парадокса лажљивца: то је реченица која се не може доследно тумачити ни као истинита ни као нетачна, јер ако се зна да је нетачна, онда се може закључити да мора бити истинита, а ако се зна да је истинита, онда се може закључити да мора бити лажна. Раселов парадокс, који показује да појам скупа свих оних скупова који не садрже сами себе доводи до контрадикције, био је инструменталан у развоју модерне логике и теорије скупова.
Мисаони експерименти такође могу донети занимљиве парадоксе. Парадокс деде би, на пример, настао ако би путник кроз време убио сопственог деду пре него што су му мајка или отац зачети, чиме би спречио сопствено рођење. Ово је специфичан пример општијег посматрања ефекта лептира, или да би интеракција путника кроз време са прошлошћу – ма колико незнатна – подразумевала промене које би, заузврат, промениле будућност у којој је путовање кроз време тек треба да се догоди, и тиме би се промениле околности самог путовања кроз време.

## Примери парадокса
Познати парадокс долази из старе Грчке, а гласи: „Знам да ништа не знам“. Његовим се аутором сматра филозоф Сократ. 
Постоје такође и математички парадокси, али су најчешћи управо логички. Филозоф Зенон познат је по својим - Зеноновим парадоксима.
Парадокси Перице Јокића, српског сатиричара:
- Изгубили смо од тако мале државе да се наш пораз неће ни примијетити.
- Да је живио само дан дуже, видио би своју читуљу у новинама.
- Разлог доброг пословања у једном Бироу за изгубљене ствари су стални губици.
- Имали смо слабог противника. Једва нас је побиједио.